# Dorcadion kaimakcalanum
Dorcadion kaimakcalanum је врста инсекта из реда тврдокрилаца (Coleoptera) и породице стрижибуба (Cerambycidae). Сврстана је у потпородицу Lamiinae.

## Распрострањеност и станиште
Врста је ретка у Европи, насељава свега три европске државе: Србију, Северну Македонију и Грчку. У Србији је забележена у више наврата, али само на планини Бесна Кобила, што је уједно и најсевернији налаз у Европи до сада и једини познати локалитет у Србији. Први податак за Србију је из јула 2010. са самог врха планине.

## Опис
Глава и пронотум су углавном црни, са мало сиве боје, док на елитронима доминира сива боја са црним флекама. На пронотуму се налазе бочни трнови повијени уназад. Прва четири чланка антена су светлоцрвени. Величина тела се крећу у опсегу од 10-13 mm.

## Биологија
Адулти се срећу од априла до јула. Ларве се развијају у земљи, претпоставља се да се хране корењем трава, као и остале врсте рода Dorcadion.